# Eunicea knighti
Eunicea knighti is een zachte koraalsoort uit de familie Plexauridae. De koraalsoort komt uit het geslacht Eunicea. Eunicea knighti werd in 1961 voor het eerst wetenschappelijk beschreven door Bayer. 